# Xenobatrachus schiefenhoeveli
Xenorhina schiefenhoeveli là một loài ếch trong họ Nhái bầu. Chúng là loài đặc hữu của Tây Papua, Indonesia.
Các môi trường sống tự nhiên của chúng là vùng nhiều đá, vùng đồng cỏ, và vườn nông thôn.